# 桃園市立南崁高級中等學校
桃園市立南崁高級中等學校（英語：Taoyuan Municipal Nankan international High School，縮寫NKSH），簡稱南高，位於桃園市蘆竹區。為南崁地區附設國中部的市立普通型高級中學，為了解決國中部與高中部資源以及人力的分配問題，已於2011年8月1日起分校，國、高中獨立運作。

## 沿革
- 1999年：成立「桃園縣立南崁完全中學籌備處」，桃園縣政府教育局規劃將原南崁國小舊址改為高中部校區。
- 2000年：正式成立完全中學，與南崁國中合為「桃園縣立南崁完全中學」，同年9月招收第一屆高一新生六個班級。
- 2001年：中華民國教育部完全中學試辦計劃停止，奉命改制為「桃園縣立南崁高級中學」（附設國中部），並增設高中部美術班及音樂班。
- 2007年：高中部奉准增設體育班。
- 2009年：高中部奉准增設數理專長班及語文專長班。
- 2011年：因國中部班級數不斷增加，不易管理，8月1日起，國中部獨立設校，復名為「桃園縣立南崁國民中學」，簡稱南崁國中。
- 2014年：為配合桃園縣政府教育局政策，並因應桃園縣區域人口增長，決定於103學年度起，增加三個班級（普通班），一個年級共有14個班級（含專長班、特殊班）。同年12月25日，因應桃園縣升格改制為直轄市，更名為「桃園市立南崁高級中學」。
- 2018年：1月1日，配合桃園市境內國立高中改隸市立，更名為「桃園市立南崁高級中等學校」。

## 歷任校長
| 任期 | 姓名       | 任職日期  | 離職日期  | 備註                                                       |
| ---- | ---------- | --------- | --------- | ---------------------------------------------------------- |
| 1    | 洪正雄先生 | 2000年8月 | 2002年7月 | 原桃園縣立南崁國民中學校長轉任，調任桃園縣立大有國民中學。 |
| 2    | 賴永清先生 | 2002年8月 | 2008年7月 | 原桃園縣立東興國民中學校長轉任，任內退休。                 |
| 3    | 胡六金先生 | 2008年8月 | 2012年7月 | 原桃園縣立山腳國民中學校長轉任，任滿退休。                 |
| 4    | 張祝芬女士 | 2012年8月 | 2017年7月 | 原桃園縣立龍岡國民中學校長轉任，任內退休。                 |
| 5    | 謝錦雲先生 | 2017年8月 | 2020年7月 | 原桃園市立平鎮高級中學校長轉任，任內退休。                 |
| 6    | 陳家祥先生 | 2020年8月 | 現任      | 原桃園市立大有國民中學校長轉任。                           |

## 校園建築
- 大門與警衛室
- 行政大樓
- 教學大樓
- 圖書館視訊演藝大樓：一樓為圖書館,二樓為K書中心及書庫，三樓為琴房，四、五樓為演藝廳。
- 科學藝術人文大樓：於民國102年年初興建，將過去南崁國小的舊校舍（後作為專科大樓）重新興建，於民國103年9月正式啟用。
- 藝術大樓：為過去南崁國小的舊校舍之一，後規劃為營養午餐的廚房。

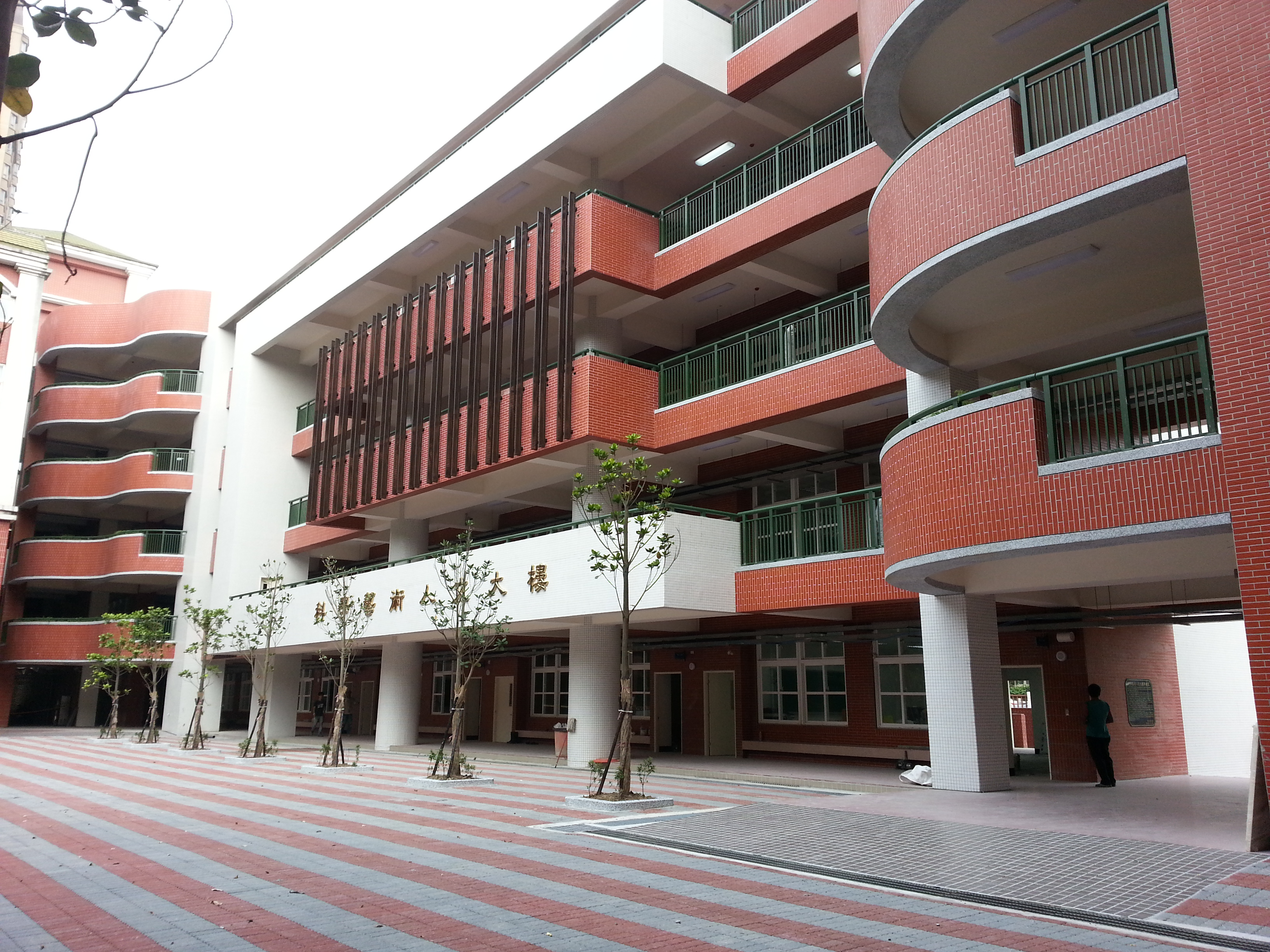
2014年落成啟用的科學藝術人文大樓

### 普通班
- 高一無分類組。高二、三有分類組，依序為第二類組（依學生人數調整班級數）、第三類組（至多兩班，若人數未達標準，就不開班）、第一類組（依學生人數調整班級數）。
- 103學年度以前：各年級的1、2、3、5、6、7班。
- 103學年度以後：各年級的2～10班。

### 數理、語文專長班
- 98-102學年度：各年級4班（數理專長班），以及8班（語文專長班）
- 103學年度以後：各年級1班（數理專長班），以及11班（語文專長班）

### 美術班
- 103學年度以前：為各年級的9班。
- 103學年度以後：為各年級的12班。

### 音樂班
- 103學年度以前：為各年級的10班。
- 103學年度以後：為各年級的13班。

### 體育班
- 103學年度以前：為各年級的11班。
- 103學年度以後：為各年級的14班。

## 國際交流

### 美國
- 桃園市與美國德州達拉斯郡締結為姐妹縣市，每年桃園市之市立高中都會與達拉斯的高地公園高中（英语：Highland Park High School (University Park, Texas)）（Highland Park High School）進行交流參訪活動，兩地學生會到彼此的學校進行見習，並由當地接待家庭（Host family）負責起居。
- 美國德州嘉倫市的國際交流交換學生計畫：參觀嘉倫市獨立學區的學校，體驗台美不同課程、授課方式、學校文化等等。

### 日本
南崁高中每學年都會有日本教育旅行的機會，提供學生增廣視野的學習機會以外，也會到日本的高校作參訪見習。希望能統合各高中高職國際教育交流資源，讓學生可以透過教育旅行與世界接軌、拓展世界觀等等。
- 2011年：靜岡市駿河區城南靜岡高等學校（日语：城南静岡高等学校）。
- 2013年：埼玉縣川口市立川口高等學校（日语：川口市立川口高等学校）。
- 2017年：千葉縣千葉縣立佐原高等學校（日语：千葉県立佐原高等学校）。
- 2017年：千葉縣千葉縣立木更津東高等學校（日语：千葉県立木更津東高等学校）。
- 2018年：大阪府大阪府立枚方高等學校（日语：大阪府立枚方高等学校）。

## 外部連結
- （繁體中文）桃園市立南崁高級中學 （页面存档备份，存于）
- （繁體中文）南崁高中交通圖(Google Map)